# Кергелен (архіпелаг)

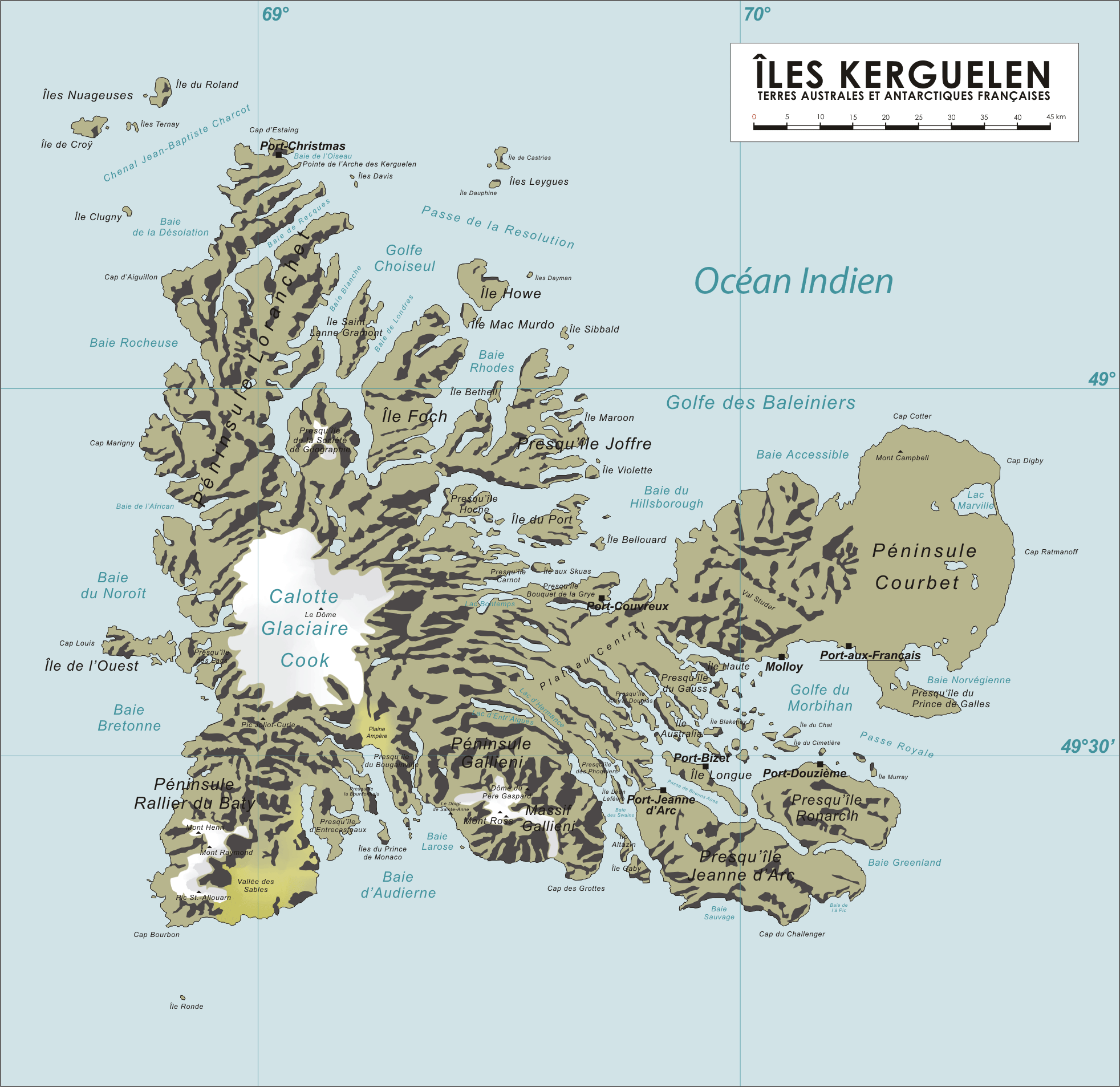
Мапа архіпелагу Кергелен

Архіпелаг Кергеле́н (фр. Îles Kerguelen, Archipel de Kerguelen, офіційно — Archipel des Kerguelen чи Archipel Kerguelen) — група островів у південній частині Індійського океану (49°15′ пд. ш. 69°35′ сх. д. / 49.250° пд. ш. 69.583° сх. д.), що складається з одного великого острова та близько 300 маленьких островів і скель. Архіпелаг Кергелен — частина Французьких Південних і Антарктичних Територій
(ФПАТ).
Кергелен лежить за 1261 км на схід від островів Крозе (Франція, ФПАТ), та за 422 км на північний захід від островів Герд та Макдональд (Австралія).
Відстань архіпелагу до узбережжя Антарктиди становить приблизно 2 000 кілометрів, 3,4 тис. км. — до Реюньйона і близько 4,8 тис. км до Австралії. Острови, разом з Герд та Макдональд, є вершинами вулканів Кергеленського плато.

## Історія
Архіпелаг був відкритий у лютому 1772 року французьким мореплавцем І-Ж.Кергеленом.
1776 архіпелаг відвідав Джеймс Кук.
До початку XX століття острови використовувалися як місце полювання на тюленів і китобійна база, поки ці тварини не були практично повністю винищені.
1940 на острові висадилися члени екіпажу німецького допоміжного крейсера «Атлантіс». Під час стоянки один із моряків внаслідок нещасного випадку загинув та був похований на Кергелені. Його поховання називається Найпівденніша могила німецького солдата.
З 1949 року на острові ведуться науково-дослідні роботи, метеорологічні спостереження і запуски звукових ракет (зазвичай «Arcas», «Dragon» і «Eridan»).

## Географія

### Головний острів

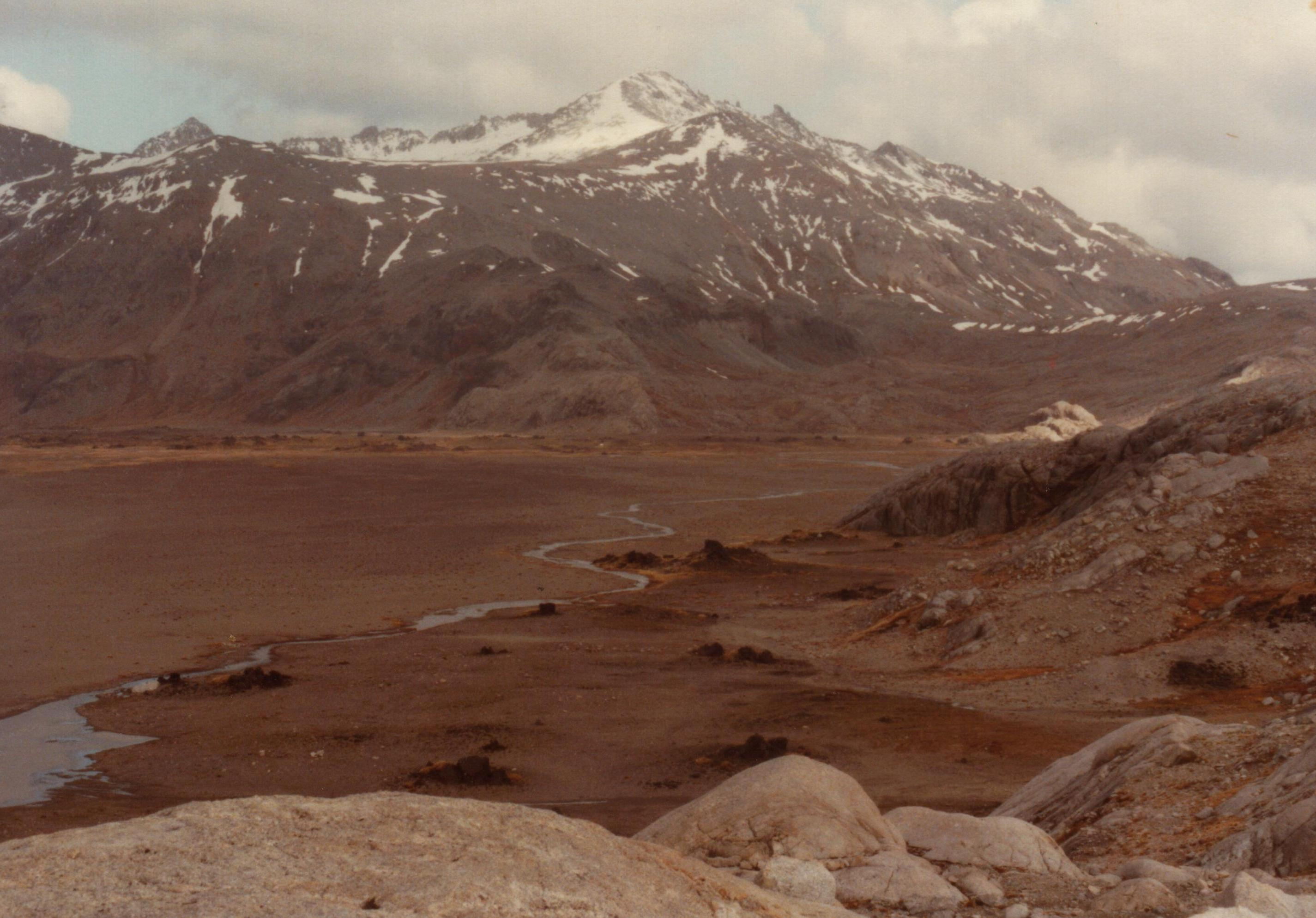
Півострів Rallier du Baty

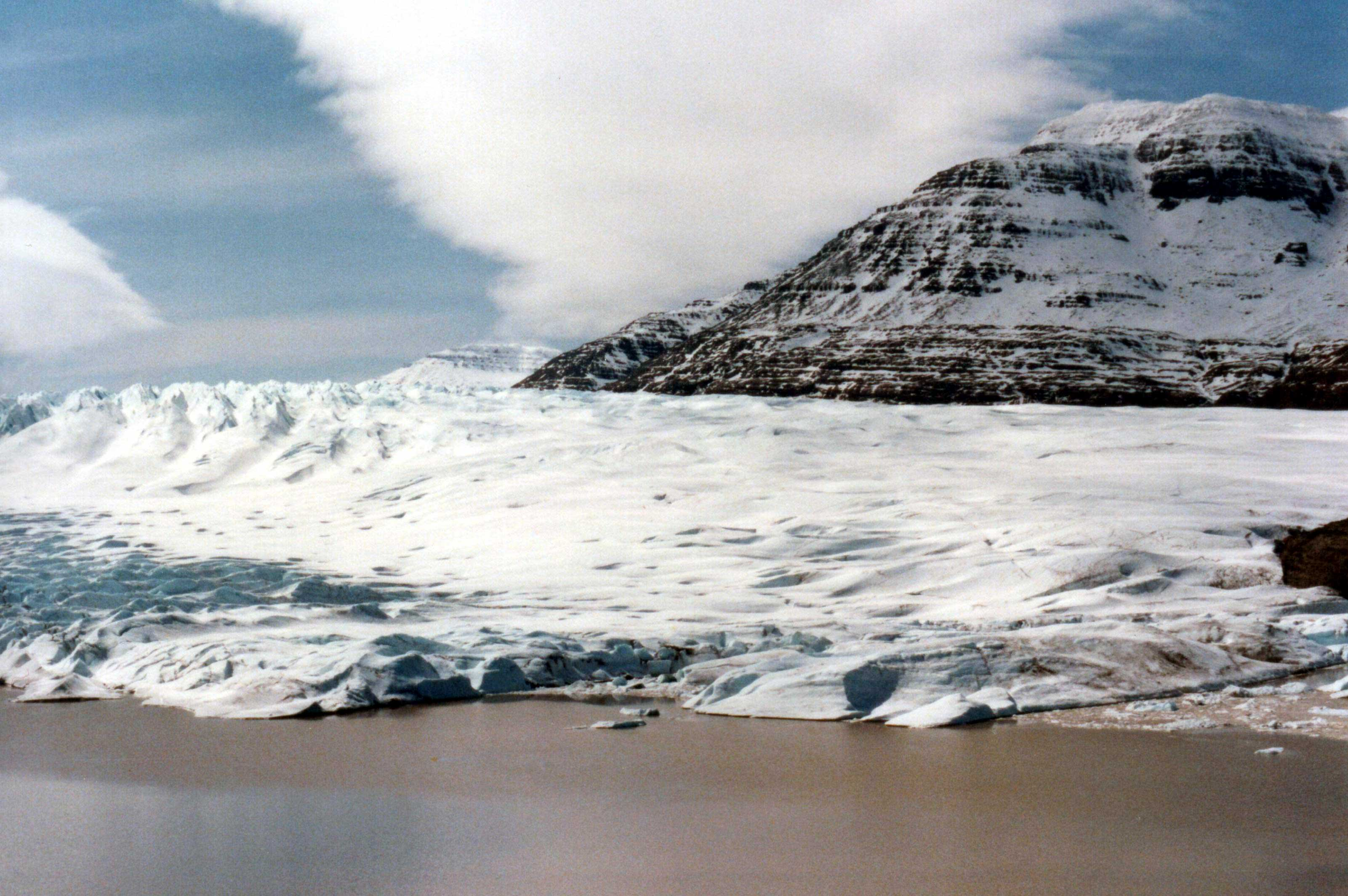

Площа головного острова (Гранд-тер, Острів Дезоляції, або Невтішності) становить 6 675 км², а площа всього архіпелагу — 7 215 км², що майже втричі більше, ніж площа Люксембургу. Головний острів найчастіше називають Кергелен за назвою всього архіпелагу. Головний острів архіпелагу має протяжність із заходу на схід близько 150 кілометрів, з півночі на південь — 120 кілометрів. Найвища точка острова та всього архіпелагу — Монт-рос або Гора Рос, покрита льодовиком Кука. Висота над рівнем моря становить 1 850 метрів. Острів має сильно порізану берегову лінію, тому Кергелен має безліч півостровів.

## Острови
Найбільші острови архіпелагу:
- Іль-Фош — розташований на півночі архіпелагу, після головного острова — найбільший, площа 206.2 км². Найвища точка острова розташована на висоті 687 метрів над рівнем моря — Мексиканська піраміда. Географічні координати — 49°0′ пд. ш. 69°17′ сх. д. / 49.000° пд. ш. 69.283° сх. д..
- Île Saint-lanne Gramont — третій за розмірами острів. Площу — 45,8 км². Найвища точка острова розташована на висоті 480 метрів над рівнем моря. Географічні координати — 48°55′ пд. ш. 69°12′ сх. д. / 48.917° пд. ш. 69.200° сх. д..
- Île du Port — четвертий по величині острів архіпелагу, площа — 43 км². Найвища точка острова розташована на висоті 340 метрів над рівнем моря. Географічні координати — 49°11′ пд. ш. 69°36′ сх. д. / 49.183° пд. ш. 69.600° сх. д.
- Île de l'ouest — острів, на захід від головного острова Кергелен. Площа приблизно 40 км². Географічні координати — 49°21′ пд. ш. 68°44′ сх. д. / 49.350° пд. ш. 68.733° сх. д..
- Іль-Лонг (Довгий) — на південь від головного острова. Площа 34,5 км², з найвищою висотою на рівні 270 метрів над рівнем моря. На острів у 1958 році інтродуковано (переміщено з меншого острівця Іль-о-Моль) популяцію овець породи Бізе, нині ця колонія напівдиких овець налічує близько 3 500 особин[джерело?]. Географічні координати — 49°32′0″ пд. ш. 69°54′0″ сх. д. / 49.53333° пд. ш. 69.90000° сх. д..
- Іль-о-Ренн (Оленів) — на південний схід від острова Кергелен. Площа 36,7 км², з найвищою висотою на рівні 199 метрів над рівнем моря. На острів було інтродуковано популяцію північного оленя. Олені чудові плавці й незабаром проторували собі шлях до головного острова, який пролягає поблизу[джерело?]. Географічні координати — 49°32′ пд. ш. 69°54′ сх. д. / 49.533° пд. ш. 69.900° сх. д.).

## Населення

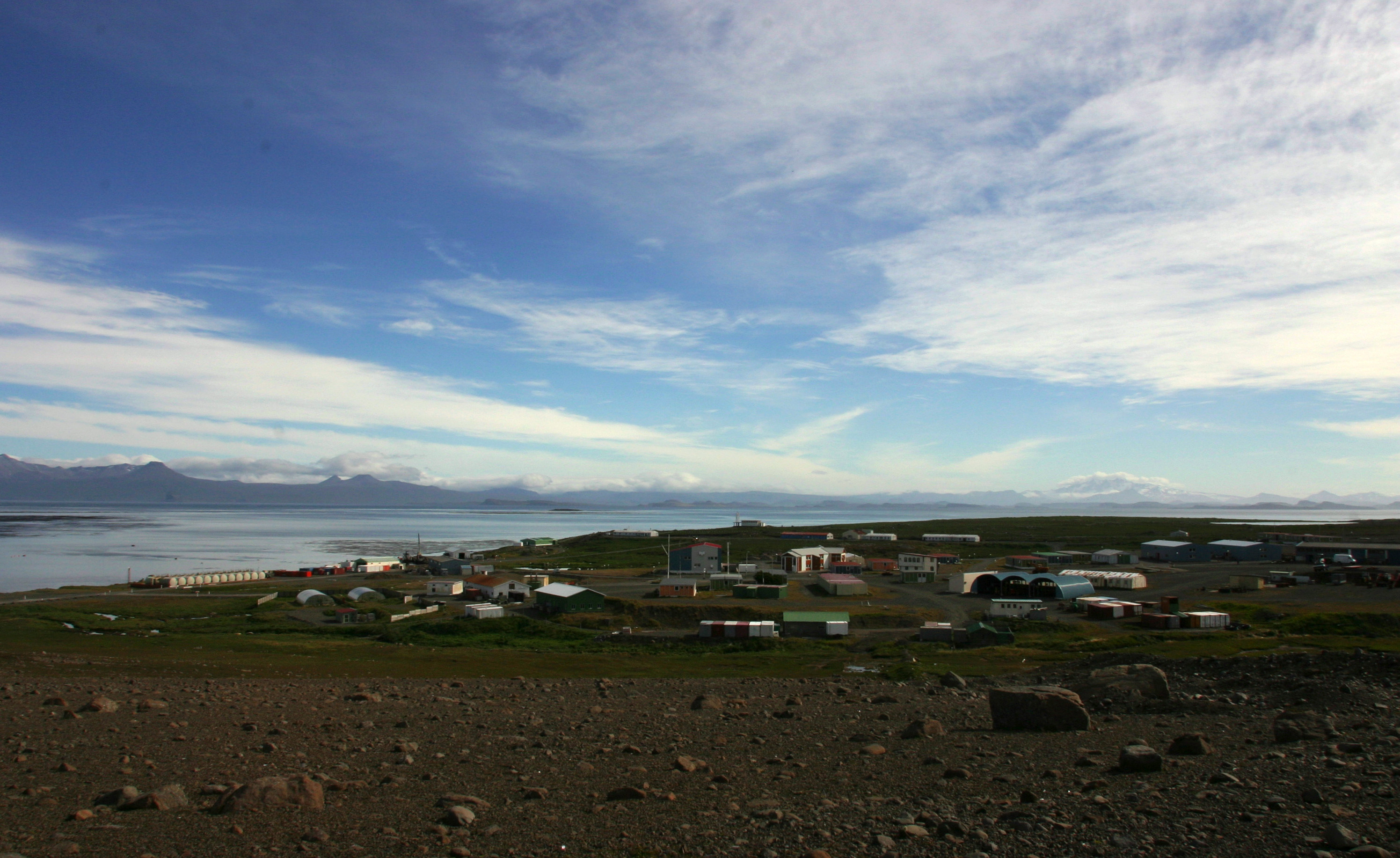
Порт-о-Франсе

Постійних жителів на острові немає, взимку там живуть і працюють близько 70 осіб, влітку — приблизно 110. Практично всі люди мешкають на головному острові. Центр архіпелагу — Порт-о-Франсе, головна база острова. Інша база — Порт Жанни д'Арк — є колишньою китобійною базою, що діяла з 1908 року.

## Клімат
Клімат острова суворий, дощовий з сильними вітрами. Часто швидкість вітру досягає 150 км/год, а інколи навіть 200 км/год. Температура найхолоднішого місяця (серпень) −1-0°С, найтеплішого (лютий) +9 °C. Архіпелаг Кергелен є антиподом штату Монтана. Також на широті архіпелагу, але в північній півкулі знаходяться Полтава і Хабаровськ. Хоча середньорічна температура Кергелена приблизно відповідає своїм антиподам, на острові не буває ні великих морозів, ні сильної спеки. Денна температура вища +15 °C на архіпелазі трапляється вельми рідко.
| Клімат Порт-о-Франсе, Кергелен                                        | Клімат Порт-о-Франсе, Кергелен | Клімат Порт-о-Франсе, Кергелен | Клімат Порт-о-Франсе, Кергелен | Клімат Порт-о-Франсе, Кергелен | Клімат Порт-о-Франсе, Кергелен | Клімат Порт-о-Франсе, Кергелен | Клімат Порт-о-Франсе, Кергелен | Клімат Порт-о-Франсе, Кергелен | Клімат Порт-о-Франсе, Кергелен | Клімат Порт-о-Франсе, Кергелен | Клімат Порт-о-Франсе, Кергелен | Клімат Порт-о-Франсе, Кергелен | Клімат Порт-о-Франсе, Кергелен |
| Показник                                                              | Січ.                           | Лют.                           | Бер.                           | Квіт.                          | Трав.                          | Черв.                          | Лип.                           | Серп.                          | Вер.                           | Жовт.                          | Лист.                          | Груд.                          | Рік                            |
| Абсолютний максимум, °C                                               | 25,8                           | 23,6                           | 22,3                           | 23,1                           | 16,8                           | 14,5                           | 13,2                           | 15,0                           | 15,8                           | 19,1                           | 19,9                           | 22,1                           | 25,8                           |
| Середній максимум, °C                                                 | 11,9                           | 12,2                           | 11,1                           | 9,4                            | 7,1                            | 5,4                            | 5,1                            | 5,2                            | 5,8                            | 7,4                            | 9,1                            | 10,9                           | 8,4                            |
| Середня температура, °C                                               | 8,2                            | 8,4                            | 7,6                            | 6,1                            | 4,1                            | 2,7                            | 2,3                            | 2,3                            | 2,8                            | 4,0                            | 5,5                            | 7,2                            | 5,1                            |
| Середній мінімум, °C                                                  | 4,5                            | 4,7                            | 4,0                            | 2,9                            | 1,1                            | 0,0                            | −0,5                           | −0,5                           | −0,3                           | 0,7                            | 1,9                            | 3,5                            | 1,8                            |
| Абсолютний мінімум, °C                                                | −1,5                           | −1                             | −1,8                           | −4,4                           | −7,2                           | −8,5                           | −8,9                           | −9,5                           | −7,6                           | −5,1                           | −4,4                           | −3,3                           | −9,5                           |
| Норма опадів, мм                                                      | 51.1                           | 43.8                           | 64.9                           | 57.9                           | 67.3                           | 64.7                           | 64.0                           | 58.9                           | 54.1                           | 45.3                           | 49.4                           | 55.8                           | 677.2                          |
| --------------------------------------------------------------------- | ------------------------------ | ------------------------------ | ------------------------------ | ------------------------------ | ------------------------------ | ------------------------------ | ------------------------------ | ------------------------------ | ------------------------------ | ------------------------------ | ------------------------------ | ------------------------------ | ------------------------------ |
| Джерело: Météo France (PDF). Архів оригіналу (PDF) за 27 лютого 2018. |                                |                                |                                |                                |                                |                                |                                |                                |                                |                                |                                |                                |                                |

## Флора та фауна
Рослинність острову досліджували під час антарктичної експедиції дослідницьких кораблів «Еребус» і «Терор» у 1839—1843 роках під командуванням капітана сера Джеймса Кларка Росса. Вона описана у другій частині 6-ти томного видання Flora Antarctica.
На архіпелазі Кергелен знаходяться великі колонії пінгвінів, інших морських птиць і тюленів — південних морських слонів. Острови покриті травою, на головному острові місцями зростає та стелиться землею через сильні вітри чагарник. Найпоширеніша рослина — кергеленська капуста. На острові Кергелен також живе досить велика популяція кролів і невелика — домашніх кішок. Ці тварини не є аборигенами, а були привезені людиною. Пізніше вони здичавіли і розселилися по острову.

## Кергелен в мистецтві

### В літературі
- Едгар Аллан По, Пригоди Артура Гордона Піма, 1838.
- Жюль Верн, Крижаний Сфінкс (розділи I—III), видання Hetzel, Париж, 1897.
- Raymond Rallier du Baty, Aventures aux Kerguelen, Перше англійське видання в Лондоні в 1910 році. Французький переклад 2000 року, морське та закордонне видання (ISBN 2-7373-2645-1).
- Валері Ларбо, У кольорах Риму (розділ «Губернатор [sic] Кергелен»), 1938.
- Патрік О'Брайан, Острів Спустошення, 1978.
- Жан-Поль Кауфман, L'Arche des Kerguelen, видання Flammarion, 1992.
- Жак Нужье, Корсари південних земель, видання Dyle, 1999, (ISBN 90-76526-08-7).
- Патрік Робінсон, Підводний човен "Останній шанс, 1999, (ISBN 2-226-10712-6).
- Франсуаза Сильвестр, Леоне, видання Орфі, Шеваньі-сюр-Гій, 2000. (ISBN 2-87763-112-5).
- Аксель Вахон, Повсталі лорди, іл. Daniel Lordey, Paris, P. Tequi editions, зб. «Виклик», 2006 (ISBN 978-2-7403-1251-3)  ; Льодовий шлях, іл. Маріон Рейно де Пріньї, Париж, видання P. Tequi, зб. «Виклик», 2008 (ISBN 978-2-7403-1398-5); Пастка завиваючих п'ятдесятих, іл. Деніел Лорді, Париж, видання P. Tequi, 2009 (ISBN 978-2-7403-1063-2).
- Ізабель Отіссьє, Кергелен: Мандрівник із країни тіней, видання Грассета, 2006 (ISBN 2246672414).
- Кордвейнер Сміт, Війна № 81- Q, 2007.
- Олів'є Басс, La Musique des Kerguelen, видання La Découvrance, La Rochelle, 2009 (ISBN 978-2-84265-622-5).
- Еммануель Лепаж, Подорож на острови запустіння, Футурополіс, 2011 (ISBN 978-2-7548-0424-0).
- Франсуа Гард, Кит у всіх його штатах, розд. «Port-Jeanne-d'Arc», Gallimard editions, 2015 (ISBN 978-2-07-077219-3) та Marcher à Kerguelen, Gallimard editions, 2018 (ISBN 978-2-07-014885-1).
- Ю.Иванов, «Острова на горизонте», (рассказ «Одиссея Вальки Шубина»), 1984.

### У піснях
- Лист до Елен, 1978.
- Les Moutons, 1997.

### В кіно
У «Жандармі і жандарметках» (1982) прапорщик Жербер (Мішель Галабру) виступає проти свого старшого сержанта Крюшо (Луї де Фюнес), погрожуючи йому переведенням «до Мобежа або на острови Кергелен! Ви знаєте, де знаходяться острови Кергелен?»

## Гроші
- Сувенірні випуски монет і банкнот Островів Кергелен здійснюються у франках, в пам'ять про попередню грошову одиницю Франції.

- 2010 була випущена полімерна банкнота номіналом 100 кергеленських франків, але на міжбанківському міжнародному валютному ринку вона не торгувалася. 2011 здійснено новий випуск банкнот в 100, 200, 500 кергеленських франків.

- 2011 для нумізматичних цілей і для залучення туристів були випущені монети номіналом 100 і 500 франків, на яких зображений тваринний світ островів. На аверсі монет розміщено умовний герб островів Кергелен, виділений з герба Французьких Південних і Антарктичних територій, створеного 1950 Сюзанною Готьє. Герб Кергелена це щит із зображенням кергеленської капусти, який підтримують два морські слони. Над щитом розміщений напис на тлі двох якорів і трьох зірок: ILE KERGUELEN. На реверсі монети номіналом 100 франків зображений альбатрос, на 500 франках — два кашалота.